# Dan Stelian Marin
Dan Stelian Marin este un fost senator român în legislatura 1992-1996 ales în județul Vâlcea pe listele partidului FDSN. În iulie 1993 Dan Stelian Marin a trecut la PDSR. În legislatura 1996-2000, Dan Stelian Marin a fost senator ales pe listele PDSR și a fost membru în grupurile parlamentare de prietenie cu Republica Federală Germania și Republica Finlanda. În legislatura 1996-2000, Dan Stelian Marin a inițiat o propunere legislativă promulgată lege.  

## Legaturi externe
- Dan Stelian Marin la senat.ro